# Havenhoofd (pier)

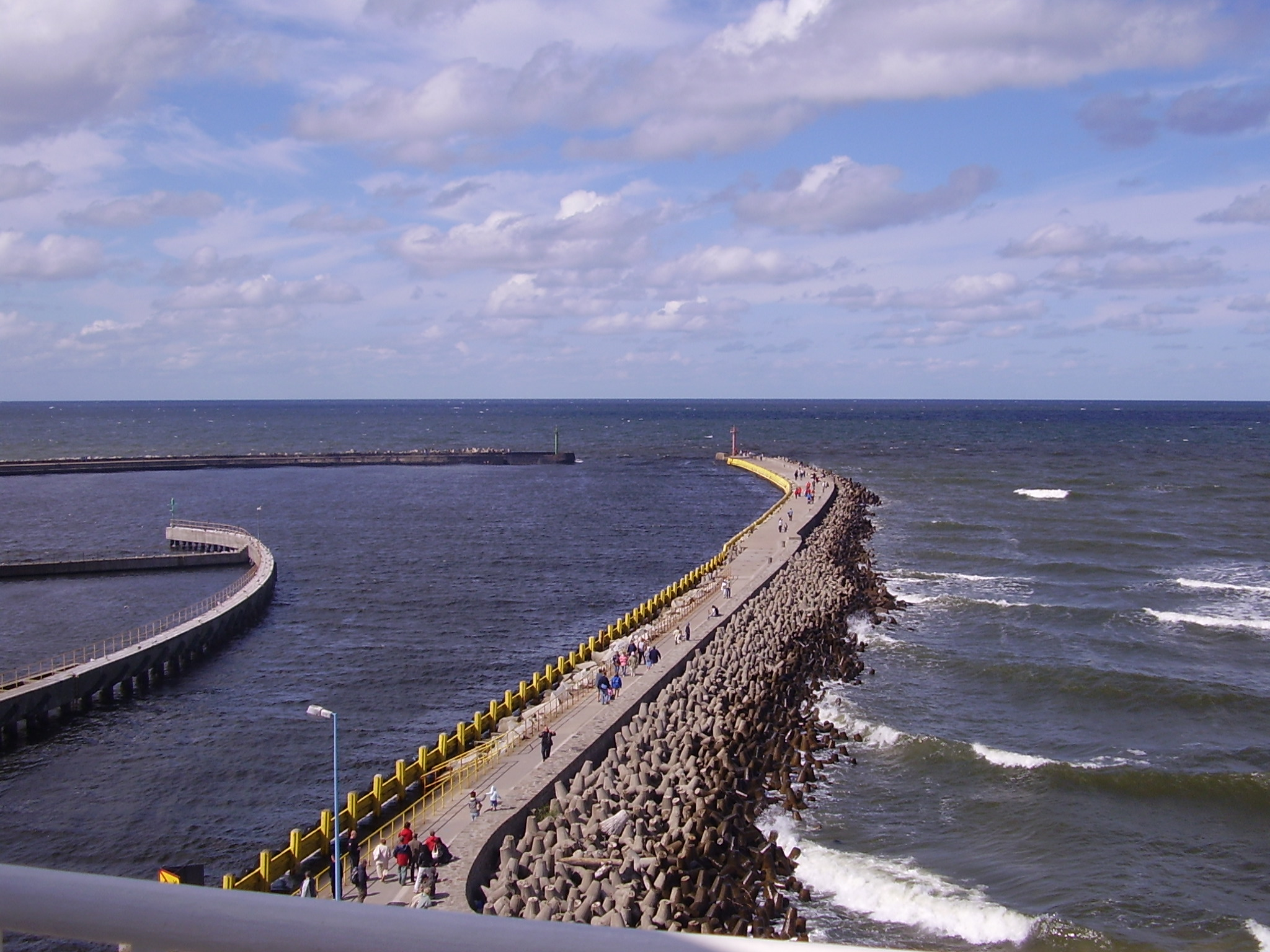
Havenhoofd van een haven

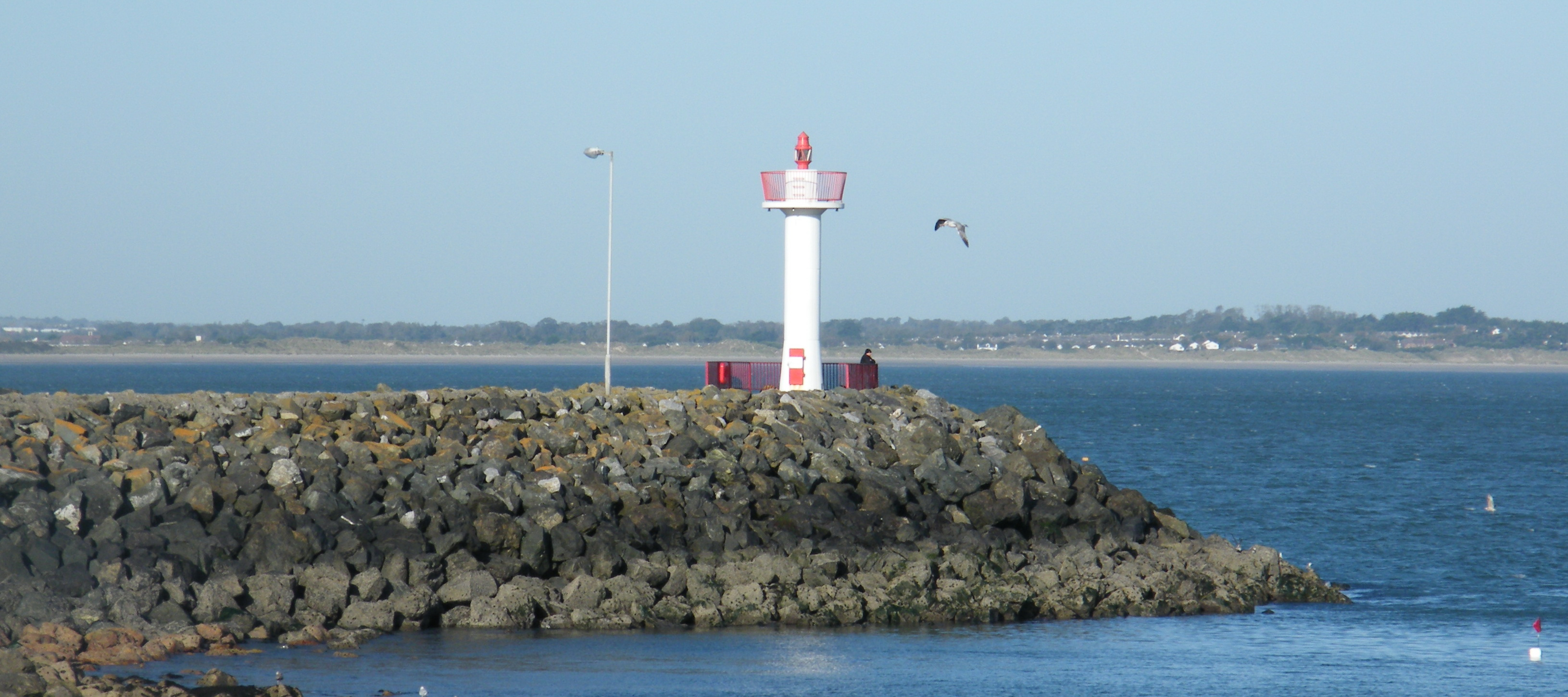
Lichtopstand op het uiteinde van een havenhoofd

Een havenhoofd is een in zee uitlopende pier van een haven of het uiteinde van een havendam. Een havendam is een constructie die bedoeld is om een gedeelte van een groot water af te schermen zodat daarbinnen een beschutte plek ontstaat voor de schepen.
Een havenhoofd als pier van een haven kan enkele tientallen meters tot meerdere kilometers de zee in lopen. Ze strekken zich uit vanaf land de zee in en zijn gebouwd om schepen veilig en rustig de haven in en uit te laten varen. Ze staan vaak aan twee zijden van de havenmond. Ze kunnen bestaan uit een zware stenen dam of een houten constructie. Deze houten constructie wordt een staketsel genoemd. Bij storm breken de strekdammen de hoge golven en de lengte van de pieren kan zodanig gekozen zijn dat de haveningang afgeschermd wordt voor golfslag en tegelijk ook om de ophoping van bagger tot een minimum te beperken.
Op het uiteinde van een havenhoofd worden meestal havenlichten geplaatst, in de vorm van lichtopstanden en soms een vuurtoren.
De woorden havenhoofd (of havendam) en golfbreker zijn bijna synoniemen. De term havenhoofd wordt vooral gebruikt als de nadruk ligt op geleiding van de stroming en de scheepvaart, terwijl golfbreker vooral gebruikt wordt als de nadruk ligt op het tegengaan van golfindringing. Niet alle golfbrekers zijn havenhoofden, kustparallelle golfbrekers die gebouwd worden om de kust tegen erosie te beschermen zijn duidelijk geen havendam. Anderzijds is bijv. de Pollendam bij Harlingen geen golfbreker.
Het woord pier wordt vooral gebruikt voor een constructie waarover gewandeld kan worden. Soms is die speciaal voor dit doel gebouwd, zoals de Scheveningse pier of die van Brighton. Maar vaak kan ook over een havenhoofd gewandeld worden, havendammen worden daarom soms ook een pier genoemd.